# Ян Жешовський (краківський єпископ)
Ян Жешовський, Ян із Жешова (Ряшева), Ян «Ніс» гербу Півкозич (нар. бл. 1411, Ряшів — пом. 28 лютого 1488, Краків) — церковний і державний діяч Королівства Польського, Краківський єпископ і князь сєвєзький (1472—1488), канонік краківський (1455—1471), перемишльський (1460—1471), сандомирський (1467—1471) і скальбмєзький (кінець 1460-х—1471); чашник королівський (1442—?1444), підскарбій коронний (1469—1471), краківський великорадця та жупник (1471); тенутарій паб'яницький (1460—1472), староста новокорчинський (1464—1473).

## Життєпис
Народився Ян близько 1411 року, ймовірно, в Старому Місті Ряшеві. Був старшим сином Яна «Старшого» Жешовського зі Старого Міста та його дружини Анни. Мав двох братів і трьох сестер.
Початкову освіту здобув, напевно, в ряшівській парафіяльній школі при місцевому костелі. З 1428 року навчався в Академії Краківській, вивчав вільні мистецтва.

### Світська кар'єра
Уже під час навчання або невдовзі після нього Ян став придворним, потрапив у найближче оточення короля Владислава III. Брав участь в його угорському поході 1440 року. 20 серпня 1442 року згадується як «чашник його величності», ймовірно, обіймав цю посаду до 1444 року. Під час битви під Варною 10 листопада 1444 року він входив до прибічного загону короля, був поранений. Потрапив до турецького полону, після втечі з якого не відшукавши короля Владислава на Балканах, повернувся до Польщі.
Протягом 1460—1472 років Ян Жешовський був тенутарієм у Паб'яницях. Від 1464 року Ян Жешовський був старостою новокорчинським, пізніше став секретарем Казимира IV Ягеллончика. 8 лютого 1473 року краківська капітула висловила побажання, щоб єпископ не вживав цей титул, тому після цього він залишив староство.
9 січня 1469 року був призначений на посаду підскарбія коронного. Відтоді він постійно перебував біля короля, беручи участь у важливих державних заходах. На початку 1471 року був призначений великорадцею та жупником краківським. Імовірно, ці посади зберігав за собою певний час після інтронізації краківським єпископом. Тоді ж він забезпечив фінансову складову походів королевича Владислава на Богемію та походу короля на Угорщину. 1475 року разом із Якубом із Дембна увійшов до складу комісії, яка проводила ревізію державної скарбниці.

### Духовна кар'єра
Після смерті дружини, а також, імовірно, в зв'язку з драматичними подіями і пораненням під Варною, Ян Жешовський вирішив стати священником і близько 1453 року прийняв посвяту.
Був каноніком краківським (1455), перемишльським (1460—1471), сандомирським (1467) і скальбмєзьким (наприкінці 1460-х). Представляв краківську капітулу на провінційному соборі в Ленчиці 1464 року.
Після несподіваної смерті єпископа Яна Лютека із Бжезя, краківська капітула вибрала Яна Жешовського адміністратором Краківської дієцезії, після чого 19 січня 1472 року він, за рішенням папи Сікста IV та короля, був висвячений на єпископа краківського. Одразу після свячення мав зректися своїх світських посад, проте робив це неохоче, під тиском капітули, й певний час зберігав їх за собою.
Краківський єпископ був відомий своїм непотизмом, призначав на церковні посади своїх родичів. Його запальний і жорсткий характер протягом багатьох років ставали причинами численних конфліктів. Досить відомим було протистояння його та короля з Краківським університетом 1477—1478 років. Викладач університету Анджей з Лабішина під час здобуття ступеня доктора в Римі отримав папську буллу, що обмежувала владу єпископа краківського над університетом. Дізнавшись про це, король звільнив з посади тодішнього ректора Станіслава з Завади та засудив Анджея на баніцію. Конфлікт з часом був вирішений і Анджей з Лабішина повернув свою кафедру (1479), а університет 1480 року офіційно титулував Яна Жешовського своїм канцлером. Однак неприязнь і недовіра у взаєминах зберігалися, ймовірно, аж до смерті єпископа.
1484 року, радіючи покращенню здоров'я королевича Казимира, Ян Жешовський подарував йому власне місто Красностав. Від цього року Ян Жешовський першим серед краківських єпископів титулувався князем сєвєзьким (лат. Dominus et Princeps Ducatus Severiensis).
Єпископ провів два дієцезіальні синоди, видав 1484 року міссал для Краківської дієцезії, організував копальні металів у єпископських маєтках. Він став піонером у використанні друкарського верстата для виробництва та поширення сакральної літератури. Для цієї мети він замовив преси Петера Шеффера. 
За описом Яна Длуґоша, «він був невеликого зросту, страждав на подагру та проблеми зі шлунком, його обличчя було поцятковане плямами та родимками, над якими переважав синій ніс». Образ фізично негарний доповнювався холеричним характером, завдяки якому він часто страждав від нападів гніву.
Ян Жешовський раптово помер 28 лютого 1488 року. Був похований у Вавельській катедрі, в мурованій гробниці біля стіни каплиці Святих Козьми й Даміана (тепер — Каплиця Зебжидовського на Вавелі), неподалік збудованої ним ризниці. Після смерті єпископа виявилося, що він мав значні борги були, які серйозно обтяжили його спадкоємців.

## Фундації
Основною фундацією єпископа Жешовського було будівництво ризниці зі скарбницею у Вавельській катедрі. Остання будувалася довго й була готова лише 1500 року. Він також освятив каплицю Святого Хреста в цьому ж соборі (1473). Завдяки його зусиллям 1477 року бернардини були поселені в покинутому бенедиктинцями костелі Святої Катерини поблизу Бодзентина, де він заснував скит. Жешовський фінансував фундацію Collegium Iuridicum Краківської академії.
Ян Жешовський затвердив дві основні фундації Яна Длуґоша — 1472 року був фундований кляштор паулінів на Скалці, а 1480 року — скит картузів у Бєлянах, хоча остання фундація не була реалізована.

## Сім'я
Ян був одружений із Малґожатою невідомого походження. Проте дружина померла між 1447 і 1450 роком. Дані про потомство відсутні.

## У культурі
В клуатрі монастиря францисканців у Кракові розміщена Галерея портретів краківських єпископів. У ній, справа під портретом єпископа Марціна Шишковського знаходяться залишки портрета єпископа Яна Жешовського (майже від середини до ніг) з гербом Півкозич знизу.